# 巴紹瓦
50°53′22″N 25°10′54″E / 50.88944°N 25.18167°E
巴紹瓦（烏克蘭語：Башова），是烏克蘭的村落，位於該國西部沃倫州，由盧茨克區負責管轄，面積1.18平方公里，海拔高度194米，2001年人口267，人口密度每平方公里226.27人。